# Манојло Хрисолора
Манојло Хрисолора (грч. Μανουήλ Χρυσολωράς, итал. Маnuele Crisolora; 1350—1416) је био један од  највећих ерудита Византијског царства на прелазу из 14. у 15. век, први византијски хуманиста који је својим радом и знањем поставио основне темеље прехуманизму у Италији. Хрисолора је потицао из имућне породице из Константинопоља, која је имала рођачке везе са царском породицом Палеолога са мајчине стране.

## Ангажовање у Италији
Његова долазак у Италију из Константинопоља су поздравили тамошњи умни људи, међу којима су Бруни (итал. Leonardo Bruni, око 1370—1444), Верђерио (итал. Pietro Paolo Vergerio Il Vecchio, 1369—1444), Траверсари (итал. Ambrogio Traversari, 1386—1439) и други. Донео је три нова погледа:
1. први је говорио о томе да је постојала велика блискост између два језика, грчког и латинског,
2. други је истицао вековно прожимање двеју култура, па самим тим и њихову релативну блискост,
3. трећи се заснивао на идеји да се преко познавања грчког може коректно употребити латински

Хрисолора се налазио у дипломатској мисији 1394. или 1395. године, заједно са историчарем Димитријем Кидоном (грч. Δημήτριος Κυδώνης, 1324-1397/1398). Циљ мисије је био да придобију Венецију у борби против султана Бајазита I, који је започео опсаду Константинопоља. Хрисолора је 1414. године у свом писму ученику из Милана Уберту Дечембрију (итал. Uberto Decembrio) споменуо да је његова мисија у Италији била мотивисана грчким патриотизмом, вером да ће им Запад помоћи у борби против Османског царства. Слично ствар је исте године изнео и у својој „Расправи“ (грч. Λόγος) упућеној цару Манојлу II Палеологу (владао 1391—1425): "у последњем поглављу под називом „Подстицај у име нације“ (Παρακίνησις υπέρτου γένους) изнео је тврдњу да би славна грчка нација, која потиче како од древних Грка, тако и Римљана, могла опстати управо захваљујући образовању, односно оснивањем школа, подржавањем наставника и обнављањем „проучавања књижевног блага античког, паганског и хришћанског“". Овај документ данас се чува у библиотеци манастира Преображења на Метеорима.
Роберто Роси, који је био члан Салутатијевог "Кружока Светога духа" (Circolo dello Spirito Santo), ширио је приче о Хрисолорином раду. Тиме је Салутати позвао Хрисолору 1396. године да дође у Фиренцу да би покренуо грчке студије на универзитету (Studium Generale). Сам Салутати је био један од првих уписаних студената на тој катедри. Хрисолора је одмах после доласка организовао успешну наставу, успео је да за неколико месеци покрене грчке студије и део студената ће касније постати расадници италијанског хуманизма. Први професор грчког језика у Италији, Гварино Веронезе, је био његов ученик. Склопио је уговор са фирентинском Сињоријом, где је гласило да мора да подучава грчки језик и књижевност сваком грађанину који је желео. За то је саставио "Питања" (Erotemama, Ερωτήματα /γραμματικά/), грчку граматику у облику питања и одговора.
Манојло Хрисолора је напустио Фиренцу 1400. и наставио подучавање грчког језика у Павији до 1402. године. То је прекинуо цар Манојло II Палеолог, који га је обавестио писмом да је дипломатска мисија била неуспешна, упркос томе што је папа Бонифације IX стао на цареву страну. Вратио се са царем у Константинопољ, после њиховог сусрета у Венецији, и од 1404. па све до своје смрти 1416. године није се бавио ни подучавањем ни ширењем грчке културе, зато што је био ангажован на различитим дипломатским мисијама (Париз 1408, Лондон 1409, Шпанија 1410, итд).

### Оснивање прве грчке библиотеке у Фиренци
Према извештају млетачке капетаније 12. фебруара 1397. године, могло се прочитати о угледнијим путницима који су приспели из Константинопоља, међу којима је био и Манојло Хрисолора. Говори да је његов пртљаг има двадесет и четири велика сандука у којима су се налазиле књиге и рукописи. После приспећа у Фиренцу, основао је приватну библиотеку у стану који је добио на коришћење. Библиотека је имала око 1400 библиотечких јединица на грчком језику. Тиме је ова библиотека имала највећу збирку грчких рукописа на северу Италије. Иако није састављен тачан попис књига, познате су следеће: Платонова "Држава", Плутарихови "Упоредни животописи", Демостенови говори, Хомерови спевови, Еуклидова "Геометрија", Аристотелова "Физика", "Етика" и "Реторика, Тукидидова "Историја пелопонеских ратова", Херодотова "Историја", Либанијеви говори и писма, "Птоломејева "Географија" и друге. Велику помоћ библиотеци пружио је Хрисолорин пријатељ хуманиста Николо де Николи (итал. Niccolò de' Niccoli, 1364–1437), који је куповао својим новцем грчке књиге и сам их преводио на латински језик. Такође, књиге за библиотеку су набављали и Пала Строци и Колучо Салутати.
Иако је била приватна библиотека, њој је могао да приступи свако ко се интересовао за учење грчке науке.